# Eurolega 2017 (hockey in-line)
L'Eurolega 2017 è stata la 12ª edizione della massima competizione europea per squadre di club di hockey in-line. È stata disputata dal 2 al 5 marzo 2017 a Valladolid in Spagna. 
Il Diables Rethelois si è aggiudicato il trofeo per la settima volta nella sua storia sconfiggendo in finale l'Espanya Maiorca.

## Squadre partecipanti
| - Chap's Roller - Diables Rethelois - Tigres de Garges - Nordhessen Hornets - Norton Cyclones - Milano Quanta | - Olomouc Eagles - CPL Valladolid - Espanya Maiorca - Rubì - IhcSF Linth - Z-Fighters Oberrüti-Sins |

## Partite

### Prima fase a gironi

#### Girone A
| Squadra                  | Pt | G | V | VR | PR | P | GF | GS | DR  |
| ------------------------ | -- | - | - | -- | -- | - | -- | -- | --- |
| Diables Rethelois        | 7  | 3 | 2 | 0  | 1  | 0 | 18 | 3  | +15 |
| Rubì                     | 5  | 3 | 1 | 1  | 0  | 1 | 9  | 7  | +2  |
| Z-Fighters Oberrüti-Sins | 3  | 3 | 1 | 0  | 0  | 2 | 7  | 19 | -12 |
| Olomouc Eagles           | 3  | 3 | 1 | 0  | 0  | 2 | 8  | 13 | -5  |

| Valladolid 2 marzo 2017, ore 16:00 UTC+1 | Diables Rethelois | 0 – 0 | Rubì |  |
| \| \| \| \| \| \| Shootout 0 – 1 \| \|   |                   |       |      |  |
|                                          |                   |       |      |  |
|                                          | Shootout 0 – 1    |       |      |  |

| Valladolid 2 marzo 2017, ore 16:15 UTC+1 | Olomouc Eagles | 2 – 4 | Z-Fighters Oberrüti-Sins |  |

| Valladolid 3 marzo 2017, ore 9:00 UTC+1 | Diables Rethelois | 7 – 1 | Olomouc Eagles |  |

| Valladolid 3 marzo 2017, ore 9:30 UTC+1 | Rubì | 6 – 2 | Z-Fighters Oberrüti-Sins |  |

| Valladolid 3 marzo 2017, ore 13:30 UTC+1 | Z-Fighters Oberrüti-Sins | 1 – 11 | Diables Rethelois |  |

| Valladolid 3 marzo 2017, ore 15:00 UTC+1 | Rubì | 2 – 5 | Olomouc Eagles |  |

#### Girone B
| Squadra          | Pt | G | V | VR | PR | P | GF | GS | DR  |
| ---------------- | -- | - | - | -- | -- | - | -- | -- | --- |
| Tigres de Garges | 9  | 3 | 3 | 0  | 0  | 0 | 27 | 4  | +23 |
| Espanya Maiorca  | 6  | 3 | 2 | 0  | 0  | 1 | 27 | 8  | +19 |
| IhcSF Linth      | 3  | 3 | 1 | 0  | 0  | 2 | 26 | 11 | +15 |
| Chap's Roller    | 0  | 3 | 0 | 0  | 0  | 3 | 0  | 57 | -57 |

| Valladolid 2 marzo 2017, ore 19:30 UTC+1 | Tigres de Garges | 4 – 1 | IhcSF Linth |  |

| Valladolid 2 marzo 2017, ore 20:30 UTC+1 | Espanya Maiorca | 17 – 0 | Chap's Roller |  |

| Valladolid 3 marzo 2017, ore 12:30 UTC+1 | Tigres de Garges | 4 – 3 | Espanya Maiorca |  |

| Valladolid 3 marzo 2017, ore 12:30 UTC+1 | IhcSF Linth | 21 – 0 | Chap's Roller |  |

| Valladolid 3 marzo 2017, ore 18:00 UTC+1 | IhcSF Linth | 4 – 7 | Espanya Maiorca |  |

| Valladolid 3 marzo 2017, ore 21:00 UTC+1 | Chap's Roller | 0 – 19 | Tigres de Garges |  |

#### Girone C
| Squadra            | Pt | G | V | VR | PR | P | GF | GS | DR  |
| ------------------ | -- | - | - | -- | -- | - | -- | -- | --- |
| CPL Valladolid     | 9  | 3 | 3 | 0  | 0  | 0 | 19 | 3  | +16 |
| Norton Cyclones    | 6  | 3 | 2 | 0  | 0  | 1 | 14 | 3  | +11 |
| Milano Quanta      | 3  | 3 | 1 | 0  | 0  | 2 | 10 | 4  | +6  |
| Nordhessen Hornets | 0  | 3 | 0 | 0  | 0  | 3 | 1  | 34 | -33 |

| Valladolid 2 marzo 2017, ore 17:30 UTC+1 | CPL Valladolid | 14 – 0 | Nordhessen Hornets |  |

| Valladolid 2 marzo 2017, ore 20:30 UTC+1 | Milano Quanta | 0 – 1 | Norton Cyclones |  |

| Valladolid 3 marzo 2017, ore 10:30 UTC+1 | Milano Quanta | 1 – 2 | CPL Valladolid |  |

| Valladolid 3 marzo 2017, ore 11:00 UTC+1 | Norton Cyclones | 11 – 0 | Nordhessen Hornets |  |

| Valladolid 3 marzo 2017, ore 16:30 UTC+1 | Nordhessen Hornets | 1 – 9 | Milano Quanta |  |

| Valladolid 3 marzo 2017, ore 19:30 UTC+1 | Norton Cyclones | 2 – 3 | CPL Valladolid |  |

### Seconda fase a gironi

#### Girone D
| Squadra           | Pt | G | V | VR | PR | P | GF | GS | DR |
| ----------------- | -- | - | - | -- | -- | - | -- | -- | -- |
| Diables Rethelois | 6  | 2 | 2 | 0  | 0  | 0 | 7  | 5  | +2 |
| Espanya Maiorca   | 3  | 2 | 1 | 0  | 0  | 1 | 5  | 4  | +1 |
| Norton Cyclones   | 0  | 2 | 0 | 0  | 0  | 2 | 4  | 7  | -3 |

| Valladolid 4 marzo 2017, ore 9:00 UTC+1 | Diables Rethelois | 3 – 2 | Espanya Maiorca |  |

| Valladolid 4 marzo 2017, ore 13:30 UTC+1 | Espanya Maiorca | 3 – 1 | Norton Cyclones |  |

| Valladolid 4 marzo 2017, ore 18:30 UTC+1 | Norton Cyclones | 3 – 4 | Diables Rethelois |  |

#### Girone E
| Squadra          | Pt | G | V | VR | PR | P | GF | GS | DR |
| ---------------- | -- | - | - | -- | -- | - | -- | -- | -- |
| Rubì             | 6  | 2 | 2 | 0  | 0  | 0 | 4  | 2  | +2 |
| Tigres de Garges | 3  | 2 | 1 | 0  | 0  | 1 | 2  | 2  | 0  |
| CPL Valladolid   | 0  | 2 | 0 | 0  | 0  | 2 | 3  | 5  | -2 |

| Valladolid 4 marzo 2017, ore 10:30 UTC+1 | Tigres de Garges | 0 – 1 | Rubì |  |

| Valladolid 4 marzo 2017, ore 15:00 UTC+1 | Rubì | 3 – 2 | CPL Valladolid |  |

| Valladolid 4 marzo 2017, ore 21:30 UTC+1 | CPL Valladolid | 1 – 2 | Tigres de Garges |  |

### Fase finale

#### Semifinali
| Valladolid 5 marzo 2017, ore 10:00 UTC+1 | Diables Rethelois | 4 – 0 | Tigres de Garges |  |

| Valladolid 5 marzo 2017, ore 11:30 UTC+1 | Rubì | 2 – 3 | Espanya Maiorca |  |

#### Finale 5º posto
| Valladolid 5 marzo 2017, ore 13:00 UTC+1 | Norton Cyclones | 2 – 5 | CPL Valladolid |  |

#### Finale 3º posto
| Valladolid 5 marzo 2017, ore 16:00 UTC+1 | Tigres de Garges | 5 – 1 | Rubì |  |

#### Finale 1º posto
| Valladolid 5 marzo 2017, ore 17:30 UTC+1 | Diables Rethelois | 4 – 3 (d.t.s.) | Espanya Maiorca |  |